# Stranger in Moscow
"Stranger in Moscow" là một bài hát của nghệ sĩ thu âm người Mỹ Michael Jackson nằm trong album phòng thu thứ chín của ông HIStory: Past, Present and Future, Book I (1995). Nó được phát hành trên toàn cầu vào ngày 4 tháng 11 năm 1996 như là đĩa đơn thứ năm và cũng là trích từ album nhưng không được phát hành tại Hoa Kỳ cho đến ngày 28 tháng 8 năm 1997, như là đĩa đơn thương mại thứ tư trích từ HIStory tại đây. Bài hát được sáng tác bởi Jackson vào tháng 9 năm 1993, trong khoảng thời gian cao trào của tin tức liên quan đến cáo buộc lạm dụng trẻ em chống lại ông, khi ông đang lưu diễn tại Moskva.
Sau khi phát hành, "Stranger in Moscow" nhận được những phản ứng tích cực từ các nhà phê bình âm nhạc, trong đó họ gọi nó là một trong những tác phẩm xuất sắc nhất và ám ảnh nhất trong sự nghiệp của Jackson. Bài hát đã đứng đầu các bảng xếp hạng ở Ý và Tây Ban Nha, và lọt vào top 10 ở Áo, Hà Lan, Thụy Sĩ và Vương quốc Anh, tuy chỉ đạt vị trí thứ 91 trên bảng xếp hạng Billboard Hot 100. Video ca nhạc của bài hát được đạo diễn bởi Nick Brandt, trong đó miêu tả cuộc sống của sáu con người khác nhau, bao gồm cả Jackson, là những con người bị cô lập và lạc lõng giữa thế giới xung quanh họ.

## Bối cảnh, sản xuất và âm nhạc
Trong cuốn sách The Many Faces of Michael Jackson của tác giả Lee Pinkerton, ông lưu ý rằng những bài hát trong HIStory: Past, Present and Future, Book I như "Stranger in Moscow" là phản ứng của Jackson đối với những sự kiện trong cuộc sống cá nhân của ông lúc bấy giờ. Trong năm 1993, mối quan hệ giữa Jackson và báo chí trở nên căng thẳng hơn bao giờ hết khi ông bị cáo buộc tội lạm dụng tình dục trẻ em. Mặc dù ông không bị kết án tội, nhưng Jackson đã chịu sự giám sát từ giới truyền thông trong khi điều tra vụ án đang diễn ra. Họ đã đặt những tiêu đề giật gân để thu hút độc giả và người xem khi các nội dung chính nó đã không hỗ trợ cho tiêu đề. Điều này đã gây cú sốc lớn về mặt tinh thần cho Jackson. Từ đó, Jackson bắt đầu sử dụng nhiều loại thuốc giảm đau, Valium, Xanax và Ativan để đối phó với những căng thẳng của những lời cáo buộc. Một vài tháng sau khi những cáo buộc này trở thành tin tức, Jackson đã nhịn ăn. Chẳng bao lâu sau, sức khỏe của Jackson đã xấu đi đến mức ông đã hủy bỏ phần còn lại của tour lưu diễn của mình và đã đi phục hồi chức năng. Jackson đặt toàn bộ tầng thứ tư của một phòng khám và đã được đưa vào người Valium IV để cai thuốc giảm đau.
Khi Jackson rời Hoa Kỳ đi vào phục hồi chức năng, các phương tiện truyền thông cho rằng Jackson cảm thấy không mấy cảm tình. Năm 1993, tờ The Daily Mirror đã tổ chức một cuộc thi "Spot the Jacko", treo thưởng cho độc giả một chuyến đi đến Disney World nếu họ có thể dự đoán một cách chính xác, nơi Jackson sẽ xuất hiện tiếp theo. Cùng năm đó, tiêu đề báo News of the World cáo buộc Jackson là một kẻ chạy trốn, những tờ báo lá cải này cũng sai lầm khi cho rằng Jackson đã đi du lịch đến Châu Âu để có phẫu thuật thẩm mỹ khiến anh ta trông không thể nhận ra khi ông trở về. Đầu tháng 11 năm 1993, Geraldo Rivera thiết lập một thử nghiệm mô hình, với một ban giám khảo là khán giả, mặc dù Jackson không được cho là một tội phạm. Vào thời điểm đó, Jackson nói về phản ứng của các phương tiện truyền thông: "Tôi cảm thấy cực kì thất vọng bởi việc xử lý vấn đề này một cách đáng kinh ngạc của truyền thông, họ thật khủng khiếp. Ở mọi thời cơ, họ (các phương tiện truyền thông) đã chia cắt và bịa đặt những lời cáo buộc này để đạt được mục đích của họ".
"Stranger in Moscow" là một bản R&B ballad, được viết bởi Jackson vào năm 1993, trong thời gian thực hiện chuyến lưu diễn Dangerous World Tour ở Moscow. Nó ban đầu được viết như là một bài thơ, nhưng sau đó nó đã được Jackson chuyển thể thành một bài hát. Tiếng đàn guitar nền được chơi bởi Steve Lukather trong khi keyboards, trộn lẫn và bass được phục trách bởi David Paich và Steve Porcaro. Ban đầu, HIStory được lên kế hoạch phát hành như là một album tuyển tập, với một vài bài hát mới. Tuy nhiên, Jackson và các cộng sự đã rất hài lòng với thành quả của "Stranger in Moscow" nên họ đã quyết định phát hành nó như là một album phòng thu đầy đủ dưới dạng đĩa thứ hai. Jackson sử dụng các yếu tố của hình ảnh và biểu tượng Nga để nói lên các khái niệm về sợ hãi và sự xa lánh trong đường đua. Nó kết thúc bằng một mẩu chuyện, được nói bằng tiếng Nga, bởi một thẩm vấn KGB. Mẩu chuyện đó khi được dịch sang tiếng Anh là: "Tại sao bạn lại đến từ phương Tây? Thú nhận đi! Để ăn cắp các thành tựu to lớn của nhân dân, những thành tựu của công nhân..."

## Đánh giá, tiếp nhận
"Stranger in Moscow" có tiến độ 66 nhịp mỗi phút, là một trong những bài hát chậm nhất của Jackson. Bài hát nhận được đánh giá cao bởi các nhà phê bình và nhà sản xuất âm nhạc. Jon Pareles của tờ The New York Times nhận xét: "Một bản ballad du dương, nó có một dàn hợp xướng tuyệt đẹp cho câu hỏi được lặp đi lặp lại "How does it feel?"". Fred Shuster của Daily News of Los Angeles mô tả nó như một bản nhạc "tươi tốt, một bản ballad nhẹ tuyệt đẹp với một trong những phần điệp khúc gây nghiện nhất của album".
Stephen Thomas Erlewine của AllMusic ghi nhận "Stranger in Moscow" như là một trong những bản ballad ám ảnh nhất với ông. Cộng tác viên lâu năm của Jackson là Bruce Swedien, đã mô tả "Stranger in Moscow" là một trong những bài hát hay nhất của Jackson đã từng tạo. Patrick Macdonald của The Seattle Times mô tả "Stranger in Moscow" như "một bản ballad khá xen kẽ với các âm thanh của mưa". Thêm một lời khen ngợi nữa vào năm 2005 bởi Josephine Zohny của PopMatters khi ông cảm thấy rằng bài hát đã miêu tả thành công "sự cô đơn kỳ lạ" và khen ngợi đây là bản nhạc đẹp. Tom Molley của AP mô tả nó như là "bản nhạc thanh tao và được khuấy đều, mô tả một người đàn ông bị thương bởi một 'mùa thu nhanh chóng và đột ngột từ ân sủng' đi bộ trong bóng tối của điện Kremlin ".
Chris Willman của Los Angeles Times cho biết: ""Stranger in Moscow", là một bước loại bỏ khỏi hoang tưởng đã có ở phần lớn của album. Jackson tưởng tượng bản thân mình trôi dạt trong một nước Nga tâm linh, bị săn đuổi bởi một KGB vô hình: "Ở đây bị bỏ rơi trong sự nổi tiếng của tôi/Tử địa trong tâm trí tôi", anh ấy hát trong ảm đạm, để than khóc về một nơi hoang vắng, cô đơn suy sụp.
Rod Temperton, một trong những cộng sự của Jackson ngày đầu khởi nghiệp, tin rằng đây là ca khúc hay nhất của ông.

## Video ca nhạc và ảnh hưởng

Michael Jackson đang đi trên phố trong video

Video ca nhạc của bài hát, được đạo diễn bởi Nick Brandt, và ghi hình ở Los Angeles, tập trung xung quanh sáu con người khác nhau, sống trong cùng một thành phố trong khi phần còn lại của thế giới di chuyển xung quanh họ qua chuyển động chậm. Nửa đầu của đoạn video giới thiệu những hoàn cảnh. Họ là: Một người đàn ông nhìn xuống thành phố từ cửa sổ phòng ngủ của mình, một người phụ nữ ngồi một mình trong quán cà phê, một người đàn ông vô gia cư nằm trên đường phố ẩm ướt, một con chim bồ câu đơn độc nuôi con, một cậu bé bị tẩy chay trong một trận bóng chày, và Jackson như là người thứ sáu, đi bộ trên đường phố trong khi anh ấy hát. Hiệu ứng đặc biệt được sử dụng để hiển thị các loài chim và ong bay, kính vỡ và cà phê đổ, tất cả được thể hiện qua chuyển động chậm.
Trong nửa cuối của video, mưa rơi xuống thành phố và các công dân cố gắng chạy trốn (khỏi cơn mưa), một lần nữa nhìn thấy qua chuyển động chậm. Từ sự an toàn của nơi trú ẩn, 6 "người lạ" nhìn thấy những nỗ lực vô ích của tất cả mọi người để tránh những thay đổi đột ngột trong thời tiết. Cuối cùng họ quyết định đi ra ngoài, nơi họ nhìn lên bầu trời và hòa vào cơn mưa. Video kết thúc với cảnh Michael đang ngẩng đầu lên. Trong cảnh này, bạn có thể nghe một tiếng bày tỏ nhẹ nhàng bằng tiếng Nga.
Video này cũng xuất hiện trong các ấn phẩm video của Jackson là HIStory on Film, Volume II và Michael Jackson's Vision.
Người viết tiểu sử của Michael Jackson "J. Randy Taraborrelli", đã tuyên bố rằng video được thực hiện dựa trên những điều xảy ra trong thực tiễn cuộc sống của Jackson. Ông đã đi bộ một mình vào ban đêm để tìm kiếm những người bạn mới, thậm chí ngay cả khi ông nổi tiếng. Những năm 1980, tình trạng của Jackson trở nên hết sức khổ sở; Jackson giải thích, "Ngay cả ở nhà, tôi vẫn cô đơn, tôi ngồi trong phòng của tôi và đôi khi tôi bật khóc. Thật là khó để kết bạn... đôi khi tôi đi bộ xung quanh khu phố vào ban đêm, chỉ hy vọng...tìm một người nào đó để nói chuyện. Nhưng tôi chỉ kết thúc bằng việc trở về nhà".

## Trình diễn trực tiếp
Jackson biểu diễn ca khúc lần đầu tiên trong chuyến lưu diễn HIStory World Tour, và đây cũng là lần biểu diễn duy nhất của bài hát. Jackson luôn thực hiện bài hát với trang phục áo khoác vàng. Bài hát luôn được Jackson hát nhép, thay vào đó tập trung vào vũ đạo như robot và những bước nhảy trượt. Cùng với Billie Jean và Smooth Criminal, đây là một trong số ít những bài hát mà Jackson thực hiện vũ đạo moonwalk. Bài hát cũng được dự định biểu diễn trong loạt buổi hòa nhạc This Is It, nhưng chương trình đã bị hủy bỏ do sự ra đi đột ngột của ông.

## Danh sách bài hát
| Đĩa đơn Visionary - CD 1. "Stranger in Moscow" (album chỉnh sửa) – 5:22 2. "Stranger in Moscow" (Tee's In-House Club Mix) – 6:54 - DVD 1. "Stranger in Moscow" (video ca nhạc) – 5:32 Đĩa CD maxi tại Áo 1. "Stranger in Moscow" (bản album) – 5:44 2. "Stranger in Moscow" (Hani's Extended Chilli Hop Mix) – 6:06 3. "Stranger in Moscow" (Hani's Num Club Mix) – 10:20 4. "Stranger in Moscow" (Basement Boys Radio Mix) – 4:06 5. "Stranger in Moscow" (Spensane Vocal Mix [R&B]) – 4:48 6. "Stranger in Moscow" (12" Dance Club Mix) – 8:18 | Đĩa đơn CD 1. "Stranger in Moscow" (radio chỉnh sửa) – 4:05 2. "Stranger in Moscow" (Tee's Radio Mix) – 4:21 3. "Stranger in Moscow" (Charles Roane's Full R&B Mix) – 4:30 4. "Stranger in Moscow" (Tee's Light AC Mix) – 4:24 5. "Stranger in Moscow" (bản album) – 5:44 Đĩa CD maxi tại Mỹ 1. "Stranger in Moscow" (Tee's Radio Mix) – 4:21 2. "Stranger in Moscow" (Charles Roane's Full R&B Mix) – 4:30 3. "Stranger in Moscow" (Hani's Num Radio Mix) – 3:30 4. "Stranger in Moscow" (Tee's In-House Club Mix) – 6:54 5. "Stranger in Moscow" (Basement Boys 12" Club Mix) – 8:18 6. "Stranger in Moscow" (Hani's Extended Chill Hop Mix) – 6:05 7. "Off the Wall" (Junior Vasquez Mix) – 5:15 |

## Xếp hạng
| Bảng xếp hạng (1996-97)                  | Vị trí cao nhất |
| ---------------------------------------- | --------------- |
| Úc (ARIA)                                | 14              |
| Áo (Ö3 Austria Top 40)                   | 7               |
| Bỉ (Ultratop 50 Flanders)                | 26              |
| Bỉ (Ultratop 50 Wallonia)                | 21              |
| Canada Top Singles (RPM)                 | 11              |
| Châu Âu (European Hot 100 Singles)       | 6               |
| Phần Lan (Suomen virallinen lista)       | 14              |
| Pháp (SNEP)                              | 18              |
| Đức (Official German Charts)             | 21              |
| Ireland (IRMA)                           | 13              |
| Ý (FIMI)                                 | 1               |
| Hà Lan (Dutch Top 40)                    | 9               |
| Hà Lan (Single Top 100)                  | 6               |
| New Zealand (Recorded Music NZ)          | 6               |
| Scotland (OCC)                           | 7               |
| Thụy Điển (Sverigetopplistan)            | 21              |
| Thụy Sĩ (Schweizer Hitparade)            | 5               |
| Anh Quốc (OCC)                           | 4               |
| Hoa Kỳ Billboard Hot 100                 | 91              |
| Hoa Kỳ Hot R&B/Hip-Hop Songs (Billboard) | 50              |
| Bảng xếp hạng (2006)                     | Vị trí cao nhất |
| Tây Ban Nha (PROMUSICAE)                 | 1               |

| Bảng xếp hạng (1996)                 | Vị trí |
| ------------------------------------ | ------ |
| Australia (ARIA)                     | 182    |
| Europe (European Hot 100 Singles)    | 58     |
| Italy (FIMI)                         | 16     |
| Netherlands (Dutch Top 40)           | 91     |
| Netherlands (Single Top 100)         | 87     |
| UK Singles (Official Charts Company) | 90     |